# Riff Raff (gruppo musicale)
I Riff Raff sono stati un gruppo musicale britannico.

## Discografia
- 1973 - Riff Raff
- 1974 - Original Man
- 1999 - Outside Looking In